# Leninism

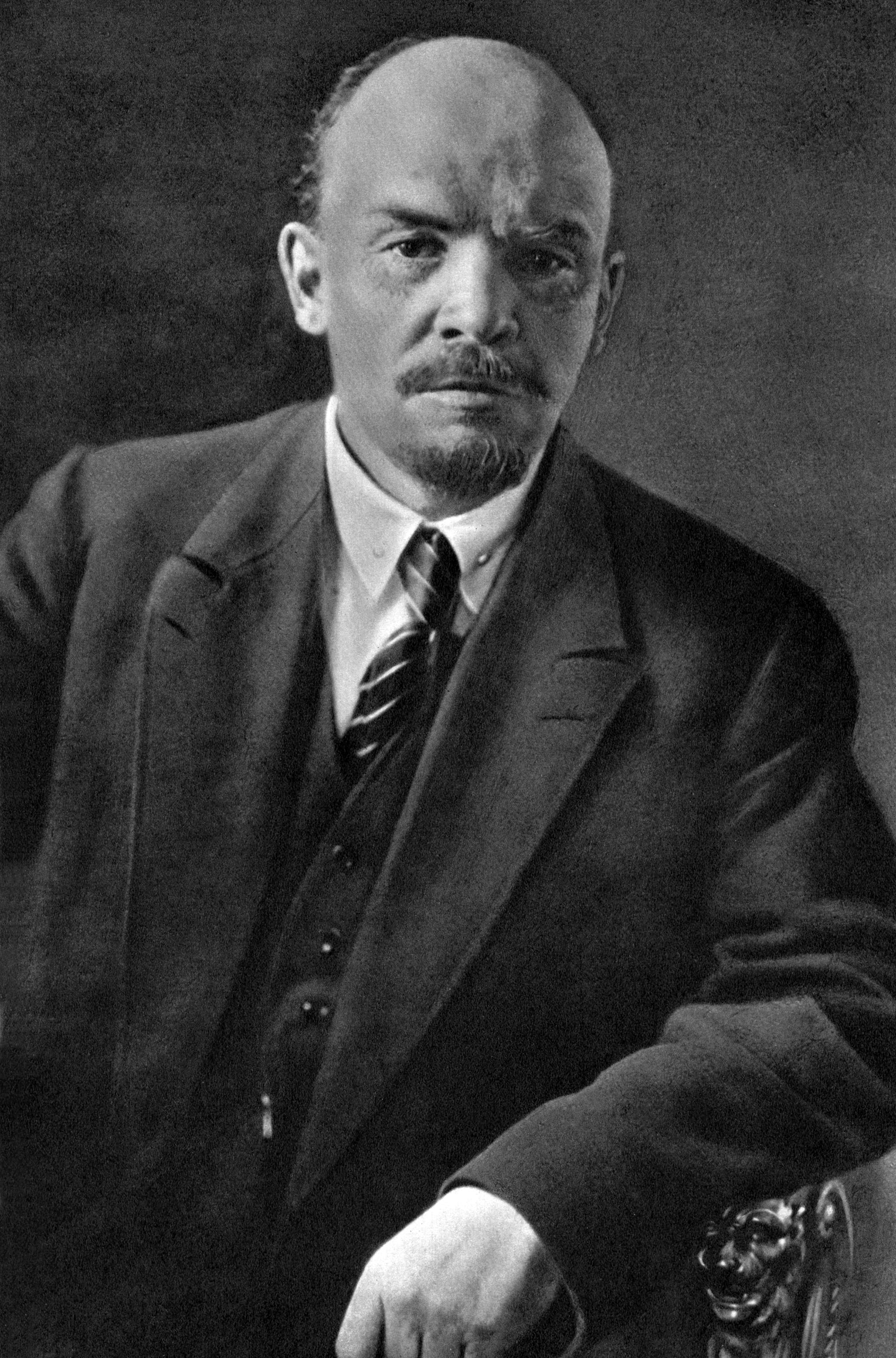
Vladimir Ilici Lenin în 1920

Leninism este o teorie politică și economică având la bază marxismul. Este o ramură a marxismului, iar din deceniul al doilea al secolului XX a fost ramura dominantă a sa. Leninismul a fost dezvoltat în principal de liderul bolșevic Vladimir Ilici Lenin, care de altfel l-a și pus în practică după Revoluția rusă. Teoriile lui Lenin au fost o sursă de controverse încă de la început, având critici atât dinspre stânga (de exemplu: social-democrații, anarhiștii și chiar alți marxiști), dinspre centru (de exemplu: liberalii) și dinspre dreapta (de exemplu: conservatorii, fasciștii, etc). 
Lenin afirma că proletariatul nu poate atinge conștiința revoluționară decât prin eforturile unui partid comunist care își asuma rolul de "avangardă revoluționară". Lenin mai credea că un asemenea partid nu-și putea atinge scopurile decât prin intermediul unei organizări disciplinate cunoscută drept centralism democratic. În plus, leninismul afirma că imperialismul este ultima formă a capitalismului, iar capitalismul nu poate fi răsturnat de la putere decât prin mijloace revoluționare (orice încercare de a "reforma" capitalismul din interior fiind sortită eșecului. Lenin credea că distrugerea statului capitalist se va face prin revoluția proletară și prin înlocuirea democrației burgheze cu dictatura proletariatului (un sistem al democrației muncitorești, în care ei ar fi deținut puterea politică prin intermediul unor consilii numite soviete). 
Teoria lui Lenin referitoare la imperialism dorea să îmbunătățească și să corecteze opera lui Marx, explicând un fenomen pe care acesta din urmă nu-l prevăzuse: transformarea capitalismului într-un sistem global, (iar nu unul național, așa cum îl descrisese Marx). În centrul teoriei sale despre imperialism se află ideea conform căreia națiunile capitaliste avansate din punct de vedere industrial evită revoluția prin exportarea forțată în piețele coloniilor înrobite și prin exploatarea resurselor lor naturale. Aceasta ar fi permis națiunilor capitaliste dezvoltate din punct de vedere industrial să-și mențină muncitorii mulțumiți, în parte prin crearea unei aristocrații muncitorești. Ca un rezultat, capitalismul era capabil să fie condus prin expresia politică a aristocrației muncitorești - partidele social-democratice, către punctul în care revoluția nu mai era posibilă în cele mai avansate națiuni (așa cum prevestise Marx), ci mai degrabă în cel mai slab stat imperialist, acela fiind Rusia. 
Oricum, dacă revoluția se putea produce numai într-o țară slab dezvoltată, aceasta ridica o mare problemă: o asemenea țară subdezvoltată nu era capabilă să dezvolte un sistem socialist, (în teoria marxistă, socialismul este stadiul de dezvoltare care ar fi urmat după capitalism și ar fi fost precursorul comunismului), deoarece capitalismul nu ar fi fost dezvoltat complet într-o asemenea țară și deoarece puterile externe ar fi încercat să zdrobească revoluția cu orice preț. 
Pentru rezolvarea acestei probleme, Lenin propunea două soluții posibile: 
1. Revoluția din țara subdezvoltată ar aprinde scânteia revoluției într-o țară capitalistă dezvoltată (Lenin spera, de exemplu, că revoluția rusă va aprinde flăcările revoluției în Germania). Țara dezvoltată ar fi instaurat socialismul și ar fi ajutat țara subdezvoltată să facă la fel.
2. Revoluția ar izbucni în mai multe țări subdezvoltate în același timp sau într-o succesiune rapidă; aceste țări urmau să se unească într-un stat federal capabil să lupte cu marile puteri capitaliste și mai apoi să instaureze socialismul. Aceasta era ideea originală din spatele formării Uniunii Sovietice.

Oricare ar fi fost calea urmată, socialismul nu ar fi putut supraviețui numai într-o țară săracă. De aceea leninismul chema la revoluția mondială într-o formă sau alta. 
Leniniștii din ziua de azi văd deseori globalizarea ca pe o formă modernă de imperialism. 
Către sfârșitul deceniului al treilea al secolului al XX, Uniunea Sovietică a început să se îndepărteze de linia politică a lui Lenin și să se apropie de ceea ce este denumit în mod curent "stalinism", cei mai mulți dintre tovarășii lui Lenin ("vechii bolșevici" pierind în Marea Epurare. În China, leninismul era baza de organizare atât a Kuomintangului cât și a Partidului Comunist Chinez. Mai târziu, comuniștii chinezi au dezvoltat teoria maoistă.
Astăzi, termenul "Leninism" (sau, mai des, "Marxism-Leninism") este folosit în autocaracterizarea a trei ideologii separate, care își au rădăcinile în leninism, dar care altfel sunt foarte diferite una de cealaltă: Stalinismul, Maoismul, și Troțkism. Dacă maoismul poate fi apreciat ca o subcategorie a stalinismului din multe puncte de vedere, troțkismul și stalinismul sunt adversari de neîmpăcat. (Troțkiștii s-au opus a ceea ce ei considerau drept politici nedemocratice ale Uniunii Sovietice sub conducerea lui Stalin, ca și a altor țări care urmaseră exemplul acestuia, în vreme ce staliniștii se opuneau a ceea ce ei considerau drept o trădare a marxismului de către troțkiști ). 